# Kohneh Bahrāmī
Kohneh Bahrāmī är en ort i Iran.   Den ligger i provinsen Khuzestan, i den centrala delen av landet, 400 km söder om huvudstaden Teheran. Kohneh Bahrāmī ligger 584 meter över havet och antalet invånare är 181.
Terrängen runt Kohneh Bahrāmī är bergig österut, men västerut är den kuperad. Kohneh Bahrāmī ligger nere i en dal.Runt Kohneh Bahrāmī är det ganska tätbefolkat, med 56 invånare per kvadratkilometer. Närmaste större samhälle är Jangeh, 11,1 km öster om Kohneh Bahrāmī. Omgivningarna runt Kohneh Bahrāmī är i huvudsak ett öppet busklandskap.